# Wilhelm d’Aubigny
Wilhelm d’Aubigny (* 17. Januar 1699 in Kassel; † 27. Februar 1751 ebenda) war Bürgermeister von Kassel.
D’Aubigny war der Sohn des Kommissarius der französischen Flüchtlinge Peter d’Aubigny und dessen Ehefrau Anna Christiane Zobel, einer Tochter des Sebastian Friedrich Zobel. Er heiratete am 13. Januar 1748 in Kassel Susanna Christina Ihring, verwitwete Vietor (1708–1786), die Tochter des Kasseler Bürgermeisters Dietrich Christoph Ihring (1669–1740) und Witwe des Regierungsadvokaten Gerhard Heinrich Vietor.
D’Aubigny studierte ab 1717  Rechtswissenschaften in Marburg und seit 1719 in Jena. Er war 1735 bis 1738 Bürgermeister von Kassel.